# Råsted (Randers)
Råsted is een plaats in de Deense regio Midden-Jutland, gemeente Randers, en telt 253 inwoners (2007).